# María Belén Dutto
María Belén Dutto (nascida em 22 de maio de 1987) é uma ciclista argentina que competiu no ciclismo nos Jogos Olímpicos de Verão de 2008. Em 2009 ganhou a medalha de ouro no campeonato latino-americano de BMX, em São Paulo, Brasil.